# Negueira de Muñiz
Negueira de Muñiz er en kommune i det nordvestlige Spanien i provinsen Lugo. Den har et indbyggertal på 240 (2024) indbyggere.